# Gracilodes nysa
Gracilodes nysa là một loài bướm đêm trong họ Erebidae.